# Mo Youxue
Mo Youxue, en chinois 莫有雪, né le 10 février 1996 à Liuzhou, est un athlète chinois, spécialiste du sprint.
En courant le 100 m en 10 s 35, meilleur temps mondial de l'année de sa catégorie, il remporte le titre de champion du monde jeunesse à Donetsk en juillet 2013.